# ジェームズ・ブラッドベリー
ジェームズ・ブラッドベリー4世（James Bradberry IV, 1993年8月4日 - ）は、アメリカ合衆国アラバマ州プレサントグローブ出身のプロアメリカンフットボール選手。ポジションはコーナーバック。

## 経歴

### 大学時代
高校卒業後、コーナーバックとしてアーカンソー州立大学へ進学したが、コーチの交代によりセイフティへポジションを変更し、レッドシャツとして1年を過ごした。コーナーバックとしてのプレーを希望してサムフォード大学へ転校し、4年間スターターとして活躍した。4年生シーズンでは45タックルと11回のパスカットを記録してシニアボウルへ招待された。

### カロライナ・パンサーズ
| 身長                         | 体重           | 腕 の 長 さ       | 手 の 大 き さ   | 40Yrd ダ ッ シ ュ | 10Yrd ス プ リ ッ ト | 20Yrd ス プ リ ッ ト | 20Yrd シ ャ ト ル | 3 コ 丨 ン ド リ ル | 垂 直 跳 び   | 立 ち 幅 跳 び      | ベ ン チ プ レ ス |
| ---------------------------- | -------------- | ----------------- | ---------------- | ----------------- | -------------------- | -------------------- | ----------------- | ------------------- | ------------- | ------------------- | ----------------- |
| 6 ft 0+3⁄4 in (185 cm)       | 211 lb (96 kg) | 33+3⁄8 in (85 cm) | 9+1⁄8 in (23 cm) | 4.50 s            | 1.53 s               | 2.60 s               | 4.21 s            | 6.91 s              | 36 in (91 cm) | 10 ft 4 in (3.15 m) | 16 回             |
| All values from NFL Combine. |                |                   |                  |                   |                      |                      |                   |                     |               |                     |                   |

2016年のNFLドラフトにて、全体62位でカロライナ・パンサーズから指名され、その後4年総額369万ドルのルーキー契約を結んだ。

#### 2016年シーズン
前年まで先発を務めていたジョシュ・ノーマンが移籍したこともあり、1年目から先発に抜擢された。第2週のサンフランシスコ・49ers戦でブレイン・ガバートからキャリア初となるインターセプトを記録した。このシーズンは59タックル、2つのインターセプト、10のパスディフレクションを記録した。

#### 2017年シーズン
このシーズンは85タックル、3つのインターセプト、10のパスディフレクションを記録した。チームはプレーオフに進出したが、ワイルドカード・ラウンドでニューオーリンズ・セインツに敗れた。

#### 2018年シーズン
このシーズンは70タックル、1サック、1つのインターセプト、15のパスディフレクションを記録した。

#### 2019年シーズン
第1週のロサンゼルス・ラムズ戦でジャレッド・ゴフからサックとインターセプトを記録した。第6週のタンパベイ・バッカニアーズ戦ではジェイミス・ウィンストンから2つのインターセプトを記録した。シーズンでは65タックル、3つのインターセプト、12のパスディフレクションを記録した。

### ニューヨーク・ジャイアンツ

#### 2020年シーズン
2020年3月26日にニューヨーク・ジャイアンツと3年総額4,500万ドルの契約を結んだ。
シーズンでは54タックル、3つのインターセプト、18のパスディフレクションを記録し、自身初となるプロボウルに選出された。

#### 2021年シーズン
このシーズンは47タックル、4つのインターセプト、17のパスディフレクションを記録した。
シーズン終了後、ジャイアンツはトレードを試みたものの交渉がまとまらず、自由契約となった。

### フィラデルフィア・イーグルス

#### 2022年シーズン
2022年3月18日にフィラデルフィア・イーグルスと750万ドルの単年契約を結んだ。シーズンでは44タックル、3つのインターセプト、17のパスディフレクションを記録した。
チームはスーパーボウルに進出し、カンザスシティ・チーフスと対戦したが、同点で迎えた試合時間残り1分54秒の3rdダウンでジュジュ・スミス＝シュスターへホールディングの反則を犯して1stダウンの更新を許し、残り11秒で決勝点となるフィールドゴールを献上して敗れた。

#### 2023年シーズン
2023年3月15日、イーグルスと3年総額3,800万ドルで再契約した。16試合に先発出場して54タックル、13パスディフレクション、1インターセプトを記録した。

#### 2024年シーズン
イーグルスが2024年のNFLドラフトで上位2巡でいずれもコーナーバックを指名したことなどを受けてセイフティに転向したが、シーズン開幕前に下腿部の負傷によって長期離脱を余儀なくされた。シーズン全休後、ブラッドベリーは怪我がアキレス腱とヒラメ筋の損傷だったと明らかにした。
2015年3月12日、 6月1日以降の指定でリリースされた。